# Palazzo del Congresso nazionale (Argentina)
Il Palazzo del Congresso della Nazione Argentina (Palacio del Congreso de la Nación Argentina in spagnolo) è un edificio monumentale di Buenos Aires, sede del Congresso nazionale dell'Argentina. Il palazzo sorge nel barrio di Balvanera, nella zona delimitata da Avenida Rivadavia, Combate de Los Pozos, Avenida Entre Ríos e Calle Hipólito Yrigoyen, su una superficie approssimativa di 12.000 m². È stato dichiarato Monumento nazionale.

## Storia

### Concorso internazionale
Con la legge 3187 del 20 novembre 1894, l'esecutivo autorizzò la costruzione del palazzo, stanziando una cifra di sei milioni di pesos del tempo. Il 20 febbraio dell'anno seguente si decise per un concorso internazionale e si fissò la data per la presentazione dei progetti al 12 ottobre del 1895. Furono presentati 28 progetti, fra i quali figuravano nomi allora prestigiosi, fra i quali quelli dei francesi Lefebre, Tronchet e Rey, Paul Henry Nenot, degli italiani Sommaruga, Meano e Calderini, dell'austriaco Turner, dell'uruguaiano Vaeza Ocampo, degli argentini Avenatti, Agrelo e Segura, ecc.
L'8 gennaio 1896 l'opera fu aggiudicata all'italiano Vittorio Meano che firmò il contratto il 31 luglio dello stesso anno. L'appalto per la costruzione fu assegnato tramite licitazione all'impresa Pablo Besana Y Cía.

### Costruzione

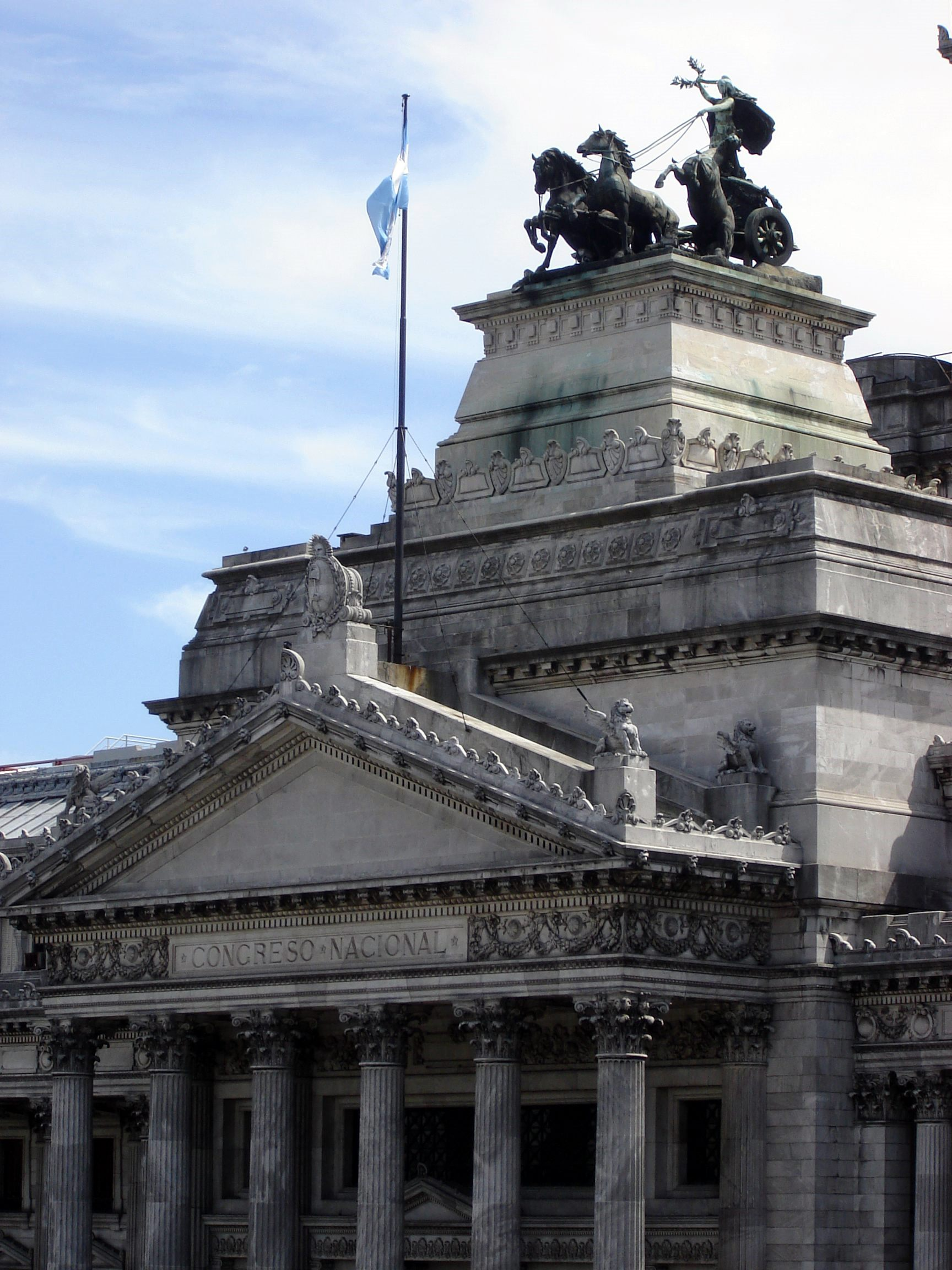
La quadriga

I lavori incominciarono nell'agosto del 1897 e, fino al momento dell'inaugurazione, il 12 maggio 1906, vi parteciparono oltre mille operai. Sebbene il palazzo fosse stato inaugurato nel 1906, i lavori di completamento si protrassero a lungo, terminando solo nel 1946, a quasi cinquant'anni dal momento dell'aggiudicazione. I costi di costruzione crebbero dai sei milioni di pesos stanziati nel 1897 a oltre 31 milioni di pesos del 1914, per questa ragione il palazzo venne soprannominato dalla stampa El palacio de Oro (in italiano: il palazzo d'oro).
Il 1º luglio 1904, il progettista del complesso, Vittorio Meano, fu assassinato, per cui l'incarico di terminare l'opera fu affidato all'architetto belga Jules Dormal, che proseguì rispettando il progetto originale. Il palazzo, anche se non ancora completato, fu comunque inaugurato il 12 maggio 1906, per l'apertura della quarantacinquesima legislatura, alla presenza dell'allora presidente José Figueroa Alcorta.

## Descrizione

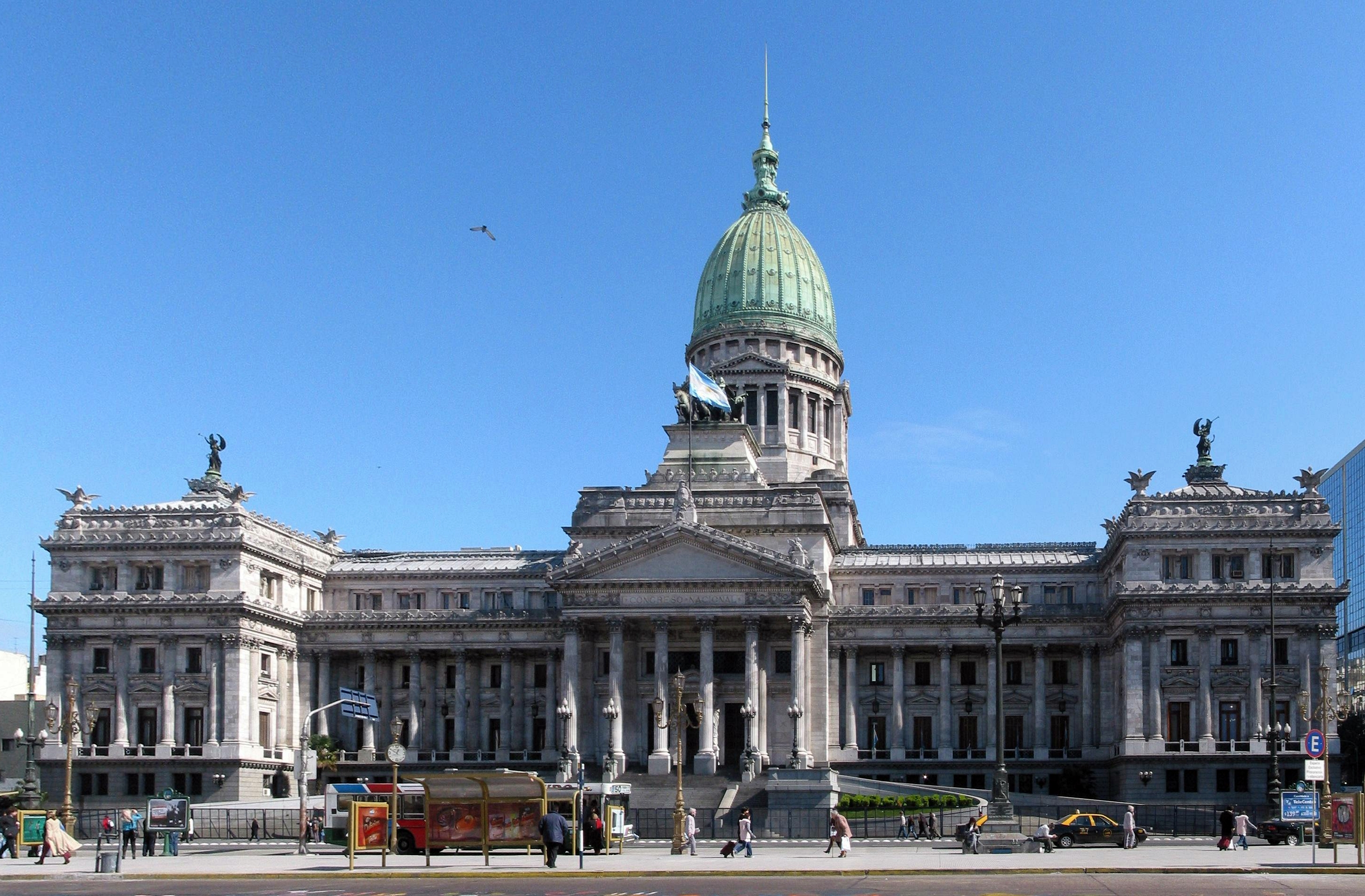
Facciata del Palazzo

Il palazzo è in stile greco-romano, frutto dell'accademismo di Vittorio Meano. L'edificio si caratterizza per la sua enorme cupola che raggiunge gli 80 metri di altezza. La costruzione della cupola fu una notevole sfida ingegneristica, visto che l'edificio deve sopportare il peso della struttura che si aggira sulle 30.000 tonnellate. La copertura della cupola è sostenuta da una struttura reticolare in legno che poggia sul tamburo, sostenuto da 4 pilastri in granito. Le altezze delle facciate sono di 27,50 metri dalla parte di Calle Hipólito Yrigoyen e di 23,60 dalla parte di Avenida Entre Ríos e Calle Rivadavia.
L'entrata principale, chiamata Entrada de honor, si apre sull'Avenida Entre Ríos ed è decorata da sei colonne in stile corinzio che sostengono un frontone triangolare. Il portale è sostenuto da due cariatidi di marmo. L'accesso dei deputati è su Calle Rivadavia, mentre quello per i senatori si apre su Calle Yrigoyen. Altre due porte si aprono ai lati del corpo saliente posteriore, occupato dall'emiciclo della Camera dei Deputati. Queste porte più piccole sono di ferro battuto fiancheggiate da cariatidi di bronzo.

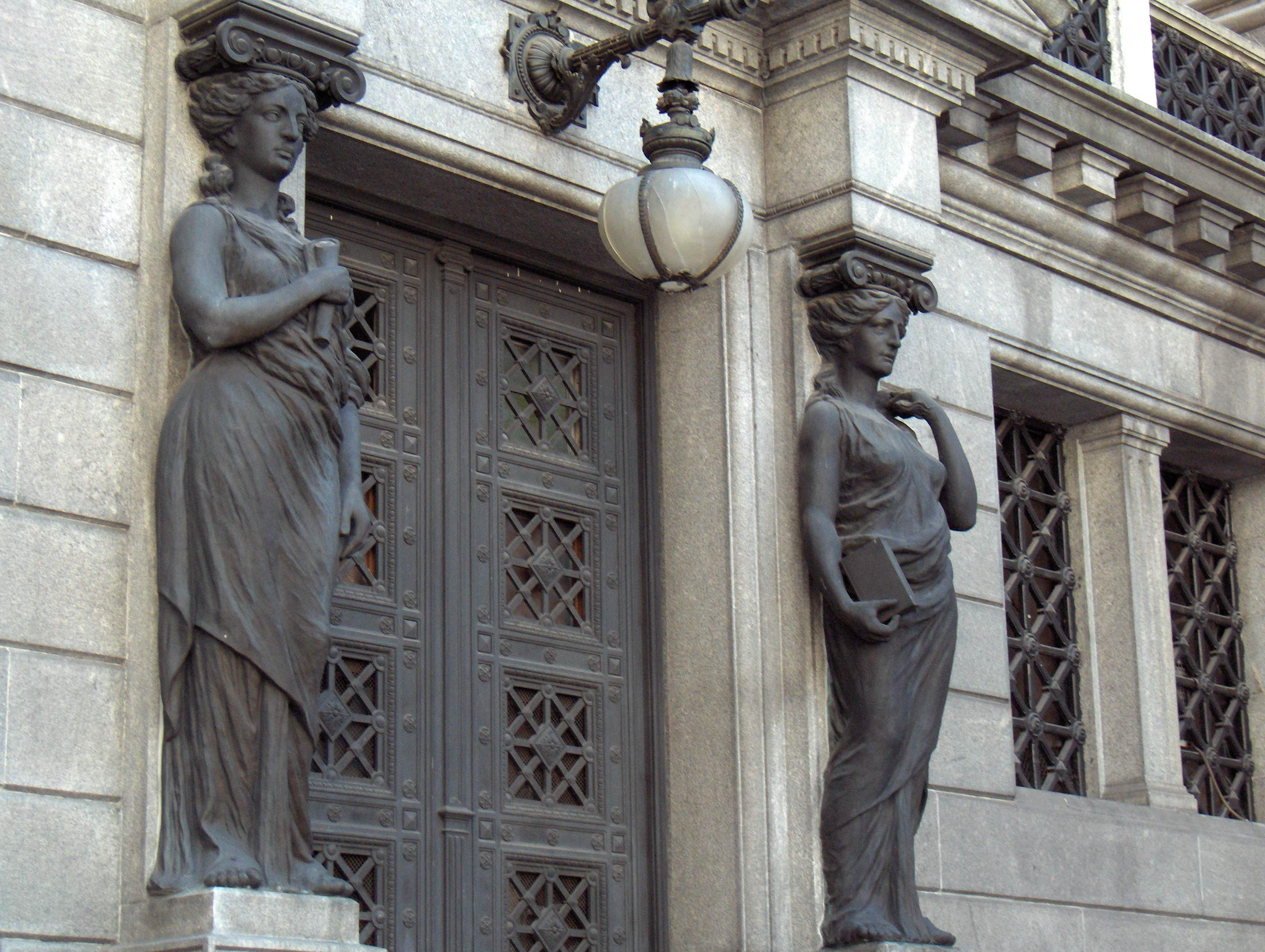
Porta laterale

Al momento dell'inaugurazione dell'edificio, ai lati delle scalinate dell'ingresso principale si trovavano due gruppi scultorei dell'artista Lola Mora, simboleggianti La libertà e il progresso e La pace e la giustizia. I gruppi scultorei, formati da nudi, furono aspramente criticati e alla fine furono rimossi nel 1916. La scalinata è attualmente decorata da quattro leoni alati che servono da base per altrettante lampade con globi di opalino intagliato. Il frontone triangolare ha ai suoi lati due sculture di leoni alati, mentre sulla sommità reca lo scudo con lo stemma nazionale. Sopra al frontone si eleva una piattaforma di eguale ampiezza e di 15 metri di lato. Sulla piattaforma è sistemata una quadriga di bronzo, simbolo del trionfo della Repubblica, alta 8 metri e pesante 20 tonnellate, opera dello scultore Víctor de Pol.
La cupola ha un rivestimento di rame che con il passare degli anni ha assunto un colorito verdastro. Sulla sommità della cupola, a 80 metri d'altezza, è posta una coronatura decorata con figure chimeriche fra le quali è sistemato un parafulmine.